# 第2水陸機動連隊
第2水陸機動連隊（だいにすいりくきどうれんたい、2nd Amphibious Rapid Deployment Regiment）は、陸上自衛隊相浦駐屯地（長崎県佐世保市）に駐屯する水陸機動団隷下の連隊（軽）である。

## 概要
水陸機動団の編成に伴い、新編された部隊であり、第1水陸機動連隊とともに水陸機動団の主力をなす。一部人員は、西部方面普通科連隊から転属されている。

## 沿革
- 2018年（平成30年）3月27日：第2水陸機動連隊が相浦駐屯地に新編。

## 部隊編成
- 第2水陸機動連隊本部
- 本部管理中隊「2水機-本」
- 第1普通科中隊「2水機-1」
- 第2普通科中隊「2水機-2」
- 第3普通科中隊「2水機-3」
- 対戦車中隊「2水機-対戦」

## 主要幹部
| 官職名            | 階級    | 氏名  | 補職発令日     | 前職                         |
| ----------------- | ------- | ----- | -------------- | ---------------------------- |
| 第2水陸機動連隊長 | 1等陸佐 | 辻 一 | 2023年12月22日 | 陸上総隊司令部運用部運用課長 |

| 代 | 氏名     | 在職期間                        | 前職                                          | 後職                                                                          |
| -- | -------- | ------------------------------- | --------------------------------------------- | ----------------------------------------------------------------------------- |
| 01 | 藤井義勝 | 2018年03月27日 - 2020年03月15日 | 陸上幕僚監部人事教育部人事教育計画課 制度班長 | 陸上幕僚監部運用支援・訓練部運用支援課勤務 兼 統合幕僚監部運用部運用第1課勤務 |
| 02 | 武者利勝 | 2020年03月16日 - 2021年12月21日 | 統合幕僚監部運用部運用第1課 防衛警備班長      | 統合幕僚監部防衛計画部計画課長                                                |
| 03 | 入江一博 | 2021年12月22日 - 2023年12月21日 | 陸上幕僚監部人事教育部 人事教育計画課勤務     | 陸上自衛隊教育訓練研究本部総合企画官                                          |
| 04 | 辻 一    | 2023年12月22日 -                | 陸上総隊司令部運用部運用課長                  |                                                                               |

## 主要装備品
- 高機動車
- 1/2tトラック / 73式小型トラック
- 1 1/2tトラック / 73式中型トラック
- 3 1/2tトラック / 73式大型トラック
- 20式5.56mm小銃
- 89式5.56mm小銃
- 5.56mm機関銃MINIMI
- 対人狙撃銃　レミントン M24 SWS
- 9mm機関けん銃
- 84mm無反動砲
- M6C-210(60mm迫撃砲)
- L16 81mm 迫撃砲
- 120mm迫撃砲 RT
- 中距離多目的誘導弾
- 空挺用背嚢（1週間程度支援なしで生活できる糧食一式を携帯）
- 登攀用具一式
- 偵察ボート（8人乗）[3]
- CRRC（戦闘強襲偵察用舟艇）：ラバー製ボート
- 水泳斥候（スカウトスィマー）用装備一式
- 隠密行動用戦闘装着セット
- 個人用暗視装置 JGVS-V8
- 防弾チョッキ2型
- 防弾チョッキ3型